# Paraderris hancei
Paraderris hancei là một loài thực vật có hoa trong họ Đậu. Loài này được (Hemsl.) T.C. Chen & Pedley mô tả khoa học đầu tiên năm 2010.